# Армуня де Алмансора
Армуня де Алмансора (на испански: Armuña de Almanzora) е населено място и община в Испания. Намира се в провинция Алмерия, в състава на автономната област Андалусия. Общината влиза в състава на района (комарка) Вале дел Алмансора. Заема площ от 8 km². Населението му е 339 души (по данни от 2010 г.). Разстоянието до административния център на провинцията е 116 km.

## Демография
| 1996 | 1998 | 1999 | 2000 | 2001 | 2002 | 2003 | 2004 | 2005 | 2006 |
| ---- | ---- | ---- | ---- | ---- | ---- | ---- | ---- | ---- | ---- |
| 339  | 330  | 324  | 322  | 327  | 327  | 303  | 310  | 322  | 321  |